# 巴西真鯧
巴西真鯧為輻鰭魚綱鱸形目鯧亞目鯧科的其中一種，分布於西南大西洋區，從巴西至阿根廷火地島海域，棲息深度22-133公尺，本魚體背部藍色或綠色，腹部白色，體側具有許多暗藍色圓斑，背鰭軟條47-56枚;臀鰭軟條40-48枚，體長可達38公分，棲息在中上底層水域。

## 擴展閱讀
維基物種上的相關：巴西真鯧